# Мигиакис, Стелиос
Стилианос «Стелиос» Мигиакис (греч. Στυλιανός "Στέλιος" Μυγιάκης; род. 5 мая 1952, Ретимнон) — греческий борец греко-римского стиля, чемпион Олимпийских игр, чемпион Европы, чемпион и призёр Средиземноморских игр, шестикратный чемпион Греции (1970, 1974—1976, 1978, 1979) Первый грек — олимпийский чемпион по борьбе, и по состоянию на 2020 год остаётся единственным.

## Биография
Родился в Ретимно на Крите. В 2,5 года, из-за его болезни, родители переехали в Афины. Окончил гимназию, затем стал банковским служащим.
Начал заниматься борьбой только в 1967 году, уже через год попал в национальную сборную и через два года, в 18-летнем возрасте, стал чемпионом Греции в наилегчайшем весе (до 52 килограммов).
В 1972 году на чемпионате Европы был шестым.
На Летних Олимпийских играх 1972 года в Мюнхене боролся в категории до 62 килограммов (полулёгкий вес). Выбывание из турнира проходило по мере накопления штрафных баллов. За чистую победу штрафные баллы не начислялись, за победу за явным преимуществом начислялось 0,5 штрафных балла, за победу по очкам 1 штрафной балл, за ничью 2 или 2,5 штрафных балла, за поражение по очкам 3 балла, поражение за явным преимуществом 3,5 балла, чистое поражение — 4 балла. Если борец набирал 6 или более штрафных баллов, он выбывал из турнира. Титул оспаривали 19 человек. Стелиос Мигиакис начал турнир хорошо, выиграв две схватки чисто, но в третьей проиграл чисто Казимежу Липеню, получил 4 штрафных балла, и после одной выигранной по очкам, и одной проигранной схватки, из турнира выбыл.
| Круг | Соперник             | Страна                                    | Результат | Основание                   | Время схватки |
| ---- | -------------------- | ----------------------------------------- | --------- | --------------------------- | ------------- |
| 1    | Мохаммад Абрахими    | Афганистан                                | Победа    | Туше (0 штрафных баллов)    | 4:21          |
| 2    | Якоб Таннер          | Швейцария                                 | Победа    | Туше (0 штрафных баллов)    | 7:57          |
| 3    | Казимеж Липень       | Польша                                    | Поражение | Туше (4 штрафных балла)     | 5:37          |
| 4    | Джемаль Мегрелишвили | Союз Советских Социалистических Республик | Победа    | По очкам (1 штрафной балл)  |               |
| 5    | Георги Мырков        | Болгария                                  | Поражение | По очкам (3 штрафных балла) |               |

В 1974 году на чемпионате мира остался четвёртым, в 1975 году на чемпионате Европы — пятым.
На Летних Олимпийских играх 1976 года в Монреале боролся в категории до 62 килограммов (полулёгкий вес). Регламент в основном остался прежним, титул оспаривали 17 человек. Проиграв чисто советскому борцу Нельсону Давидяну и будучи дисквалифицированным в схватке с Казимежом Липенем, из турнира выбыл.
| Круг | Соперник        | Страна                                    | Результат | Основание                                     | Время схватки |
| ---- | --------------- | ----------------------------------------- | --------- | --------------------------------------------- | ------------- |
| 1    | Мехмет Уйсал    | Турция                                    | Победа    | 14-3 (0,5 штрафных баллов)                    |               |
| 2    | Нельсон Давидян | Союз Советских Социалистических Республик | Поражение | 2-15 (4 штрафных балла)                       |               |
| 3    | Ларс Мальмквист | Швеция                                    | Победа    | Дисквалификация соперника (0 штрафных баллов) | 5:08          |
| 4    | Казимеж Липень  | Польша                                    | Поражение | Дисквалификация (4 штрафных балла)            | 8:55          |

В 1975 году завоевал «серебро» на Средиземноморских играх. В 1978 году был пятым на чемпионате мира, а в 1979 году завоевал свою единственную медаль на чемпионатах мира и Европы — «золото» чемпионата Европы. В 1979 году был вновь вторым на Средиземноморских играх. В 1980 году на чемпионате Европы едва вошёл в восьмёрку лучших борцов, оставшись седьмым.
На Летних Олимпийских играх 1980 года в Москве боролся в категории до 68 килограммов (полулёгкий вес). Регламент в основном остался прежним, титул оспаривали 13 человек. Стелиос Мигиакис в своей первой схватке столкнулся со своим извечным конкурентом, олимпийским чемпионом Казимежом Липенем и на этот раз, наконец, победил.

Это был настоящий бой! Липень ловко разыгрывал многоходовые комбинации и набирал баллы. Мигиакис в ответ резко и бурно контратаковал, сразу же отыгрывался. Олимпийский чемпион ушёл в защиту, сменил тактику — решил сам действовать на контратаках. Но и это не помогло, грек сохранил силы и сумел под занавес поединка провести два хороших приема. Арбитр поднял вверх его руку.— http://www.offsport.ru/olympic/moskva-80/stylianos-migiakis.shtml
Из оставшихся четырёх соперников греческого борца, трое были дисквалифицированы, как за пассивность, так и за запрещённые технические действия. Больше всего Мигиакис волновался перед схваткой с советским борцом Борисом Крамаренко, но сумел победить, а по словам борца, у Иштвана Тота он выигрывал всегда. Мигиакис стал первым олимпийским греком-чемпионом по греко-римской борьбе современных олимпийских игр.
| Круг  | Соперник         | Страна                                    | Результат | Основание                                                    | Время схватки |
| ----- | ---------------- | ----------------------------------------- | --------- | ------------------------------------------------------------ | ------------- |
| 1     | Казимеж Липень   | Польша                                    | Победа    | 4-2 (1 штрафной балл)                                        |               |
| 2     | Гулам Санай      | Афганистан                                | Победа    | Дисквалификация соперника (0 штрафных баллов)                | 3:28          |
| 3     | Ларс Мальмквист  | Швеция                                    | Победа    | Дисквалификация соперника за пассивность (0 штрафных баллов) | 8:05          |
| 4     | -                | -                                         | -         | -                                                            | -             |
| 5     | Борис Крамаренко | Союз Советских Социалистических Республик | Победа    | 6-3 (1 штрафной балл)                                        |               |
| Финал | Иштван Тот       | Венгрия                                   | Победа    | Дисквалификация (0 штрафных баллов)                          | 8:27          |

В 1982 году выступил на турнире Гран-при Германии, где остался седьмым, а в следующем году победил на Средиземноморских играх. В том же году остался восьмым на чемпионате мира.
На Летних Олимпийских играх 1984 года в Лос-Анджелесе боролся в категории до 62 килограммов (полулёгкий вес). Участники турнира, числом в 20 человек в категории, были разделены на две группы. За победу в схватках присуждались баллы, от 4 баллов за чистую победу и О баллов за чистое поражение. Когда в каждой группе определялись три борца с наибольшими баллами (борьба проходила по системе с выбыванием после двух поражений), они разыгрывали между собой места в группе. Затем победители групп встречались в схватке за первое-второе места, занявшие второе место — за третье-четвёртое места, занявшие третье место — за пятое-шестое места. Греческий борец выступал на турнире со сломанным пальцем. Проиграв две схватки из трёх, Стелиос Мигиакис выбыл из турнира.
| Круг | Соперник    | Страна           | Результат | Основание     | Время схватки |
| ---- | ----------- | ---------------- | --------- | ------------- | ------------- |
| 1    | Салем Бехит | Египет           | Победа    | 6-4 (3 балла) |               |
| 2    | Хуго Диче   | Швейцария        | Поражение | 1-6 (1 балл)  |               |
| 3    | Ким Вонги   | Республика Корея | Поражение | 2-14          |               |

На чемпионате Европы 1984 года остался седьмым.
По словам тренера борца, призёра олимпийских игр Петроса Галактопулоса:

Давно следил за этим парнем, когда ещё сам на ковре боролся. Было в нём что-то такое, что выделяло его среди других ребят. Проигрывать не любил, реакция отменная, повыносливее оказался, чем сверстники. Последние три года много работали над техникой — она у Стилианоса отставала. Багаж приемов стал гораздо разнообразнее, а так называемое скручивание (прием сложный, но эффективный) получалось отменно.
В 1984 году закончил карьеру. Он всегда выступал за свой счёт, как любитель, и в награду за заслуги в спорте, получил от правительства разрешение на установку АЗС, которую он продал нефтяной компании. С 1987 по 1990 год работал тренером национальной команды Греции. В настоящее время продолжает работу банковского служащего.